# 苏小小

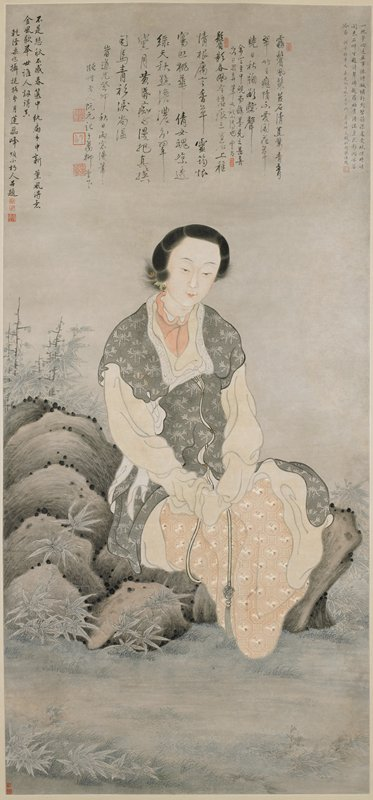
苏小小

苏小小（？—？）是中国南北朝的南齐時期，生活在钱塘的著名歌伎，常坐油壁车（《玉臺新詠》書中之《錢塘蘇小歌》：「妾乘油壁車 ，郎騎青驄馬。何處結同心，西陵松柏下 。」），历代文人多有传颂。唐之白居易、李贺，明之张岱，近现代的曹聚仁、余秋雨，都写过关于苏小小的诗文。有的文学家认为苏小小是中国版的茶花女。苏小小写过一首《同心歌》，表达少女敢爱的情感。白居易《楊柳枝詞》：「...蘇州楊柳任君誇，更有錢唐勝館娃。若解多情尋小小，綠楊深處是蘇家。蘇家小女舊知名，楊柳風前別有情。剝條盤作銀環樣，卷葉吹為玉笛聲。...」清代诗人袁枚也对苏小小非常仰慕，曾随身携带私章一枚，上刻“钱塘苏小是乡亲”。

## 传说

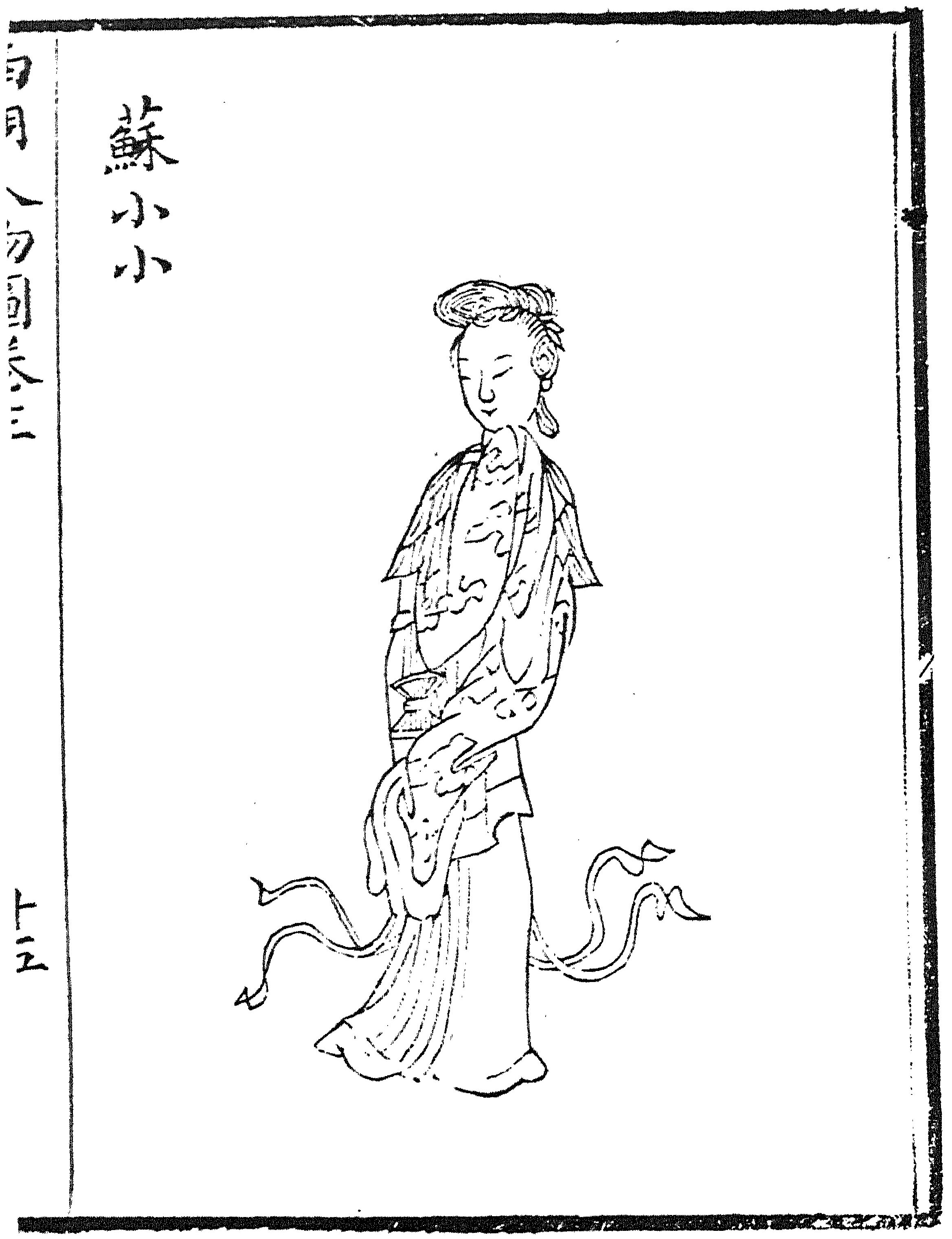
蘇小小

苏小小的故事，最早出现于《玉台新咏》，而《乐府广题》也有相关记载。相传其人为南齐歌伎，貌美艳丽，且聪慧多才。历史上一些地方史志和传奇、戏曲将苏小小进一步演绎成个性丰满的形象。其中《西湖拾遗》中的小说描写得尤为精彩。在该故事中，苏小小为了追求自由，宁愿做一个歌伎，尽情欣赏湖光山色。途经钱塘的观察使孟浪（实际上，南齐并无观察使一职）对她非常痴迷，但却遭到了苏小小的拒绝。而后苏小小又慧眼识才，资助穷书生鲍仁进京赶考。苏小小的结局颇为哀艳凄绝。她因偶得风寒，年纪轻轻就香消玉殒。死后，鲍仁将其隆重下葬，埋于杭州西湖西泠桥侧。